# Misako Uno
Misako Uno (宇野実彩子?, Misako Uno; Tokyo, 16 luglio 1986) è una saggista, attrice, stilista e agente di talento giapponese.
Debutta nel 2005 come uno dei cantanti e ballerini del gruppo Jpop AAA.
Ha studiato presso l'Università Cattolica del Shirayuri (白百合女子大学). Il suo primo ruolo in un film di Hollywood, seguita da The Grudge 2 nel 2006, quando aveva 19 anni.

## Lavoro

### Musica
- 2005: SLOW DANCE[2]
  - Groovin' /Mayu
  - Good Time /Mayu,ECO
  - Now Is The Time
- 2007: End of This Way

### Film
- 2006: The Grudge 2... Miyuki Nazawa
- 2010: Randebû! (ランデブー！?) … Meguru Taniyama

### TV
- 2008: Hitomi (瞳?) … Keiko Endo[3]
- 2010:  Masūgu na otoko  (まっすぐな男?)[4]
- 2012:  Umechan Sensei  (梅ちゃん先生?) … Akane Yabuki[5]
- 2013: Tokyo Toy Box (東京トイボックス?) … Hoshino Tsukiyama[6]
- 2014:  Giga Tokyo Toy Box  (大東京トイボックス?)[7]

### Teatro
- 2006:  Teatro di AAA-bokura no te-  (Theater of AAA〜ボクラノテ〜?) … Akane Sueyoshi
- 2007:  Super Battle Live Delicious Gakuin Bangaihen ~Delicious 5 Shijō Saidai no Teki~  (スーパーバトルライブ 美味學院 番外編~デリシャス5 史上最強の敵~?)
- 2008: Love Letters
- 2010: Genji Monogatari en Oguro Maki Songs -Boku wa Jyunihitoe ni Koi wo Suru- (源氏物語×大黒摩季songs～僕は十二単に恋をする～?) … Aoi no Ue (葵の上?)[8]
- 2011:  Legend of the Galactic Heroes  (銀河英雄伝説?)[9][10]

### Radio
- 2006-2007: AAA Uno Misako di English Lyrics Selezione  (AAA宇野実彩子のイングリッシュ リリックセレクション?)
- 2011-2014: AAA Uno Misako di Radio Unoccoli (AAA宇野実彩子のラジオUNOッコリー?) (FM Niigata)

### Libri
- 2010: UNO[11]
- 2011: Kizuna Rensa (キズナレンサ?)
- 2011: Houkago Gomi Hiro (放課後のゴミヒーロー?)
- 2012: UNO-BON
- 2014: UNONU -you know-